# Hercostomus kaulbacki
Hercostomus kaulbacki är en tvåvingeart som beskrevs av Jennifer L. Hollis 1964. Hercostomus kaulbacki ingår i släktet Hercostomus och familjen styltflugor.
Artens utbredningsområde är Tibet. Inga underarter finns listade i Catalogue of Life.